# 袖ヶ崎神社
袖ヶ崎神社（そでがさきじんじゃ）は、東京都品川区の神社。

## 概要
1137年（保延元年）に創建された。室町時代に山口直正が当社の神職に赴任し、以降山口家が世襲することになった。当初は稲荷神のみを祀っていたが、山口直正赴任の際に、天照皇大神や誉田別尊（八幡神）を合祀、その後も江戸時代にかけて、各種の神々を合祀した。
江戸時代、当社の周辺には各藩の江戸下屋敷が多かったことから、多くの各藩関係者が参詣に訪れたという。
かつての社殿の扉には、伊豆国の名工入江長八によるこて絵「八岐の大蛇退治」が描かれていたが、1945年（昭和20年）の空襲で焼失してしまった。

## 交通アクセス
- 高輪台駅より徒歩2分。